# Ramsleii Boelijn
Ramsleii Boelijn (Willemstad, 23 febbraio 1995) è un calciatore olandese  di Sint Maarten, nato a Curaçao, centrocampista dello Scherpenheuvel della Selezione di Sint Maarten.

## Carriera

### Club
Debutta nel 2014 con il Saint-Louis Stars. Nel 2015 passa allo Scherpenheuvel, militante nel campionato di Curaçao.

### Nazionale
Ha preso parte a due partite di qualificazione alla Gold Cup 2017, il 22 marzo 2016 contro il Grenada (gara d'esordio per lui) e quattro giorni dopo contro le Isole Vergini americane (gara in cui segna il suo primo gol).